# Smilax glycophylla
Smilax glycophylla är en enhjärtbladig växtart som beskrevs av James Edward Smith. Smilax glycophylla ingår i släktet Smilax och familjen Smilacaceae. Inga underarter finns listade.